# Joaquim Casanovas
Joaquim Casanovas (Sabadell, Barcelona 1865) fou un guitarrista i compositor. Va estudiar guitarra des de molt jove, formant-se en un ambient que deixarà el malaguanyat José Brocá. Al morir aquest, al 1882, Casanovas era molt distinguit en el seu instrument. Sis anys després, al celebrar a Barcelona la primera exposició internacional (1888), es va despertar junt amb aquest certamen de feina i ciencia un gran entusiasme per l'art de Orfeo, i el mestre Casanovas va fundar el Quintet Espanya que es componia de dos guitarres, dos bandurries i un llaüt.
Com a compositor se li atribueix una polka, titulada Colombina, publicada per el diari musical de Milà II Plettro, amb cinc compassos d'introducció i dos parts de polka, en el to de La major la primera i Mi major l'altre, seguit d'un trio en Re major.
S'han publicat diverses de les seves composicions per a guitarra, bandurria i llaüt, editades a Madrid, Barcelona i Torí.
Al 1902 va ser nomenat professor del Conservatori Isabel II, institució barcelonesa fundada al 1838.
Posseeix una professió liberal, i gràcies a ella ha pogut ser un bon exponent en la guitarra, degut als seus sempre continuats i plausibles sacrificis.

## Obres
- Guitarra: Colombina, Pk (Milà II Plettro)